# Mamadi Diakité
Mamadi Diakite (Conakri, Guinea, 21 de enero de 1997) es un jugador de baloncesto guineano que pertenece a la plantilla del Saski Baskonia de la liga ACB. Con 2,06 metros de estatura, puede ocupar las posiciones de alero o ala-pívot.

## Trayectoria deportiva

### Universidad
Jugó cuatro temporadas con los Cavaliers de la Universidad de Virginia, en las que promedió 7,4 puntos, 4,1 rebotes y 1,2 tapones por partido. En 2019 se proclamó junto a su equipo campeón de la NCAA, tras imponerse en la final a los Texas Tech Red Raiders. En su última temporada fue incluido en el segundo mejor quinteto de la Atlantic Coast Conference y en el mejor quinteto defensivo.

#### Estadísticas
| Año     | Equipo   | PJ       | PT       | MPP      | %TC      | %3P      | %TL      | RPP      | APP      | ROB      | TPP      | PPP      |
| ------- | -------- | -------- | -------- | -------- | -------- | -------- | -------- | -------- | -------- | -------- | -------- | -------- |
| 2015–16 | Virginia | Redshirt | Redshirt | Redshirt | Redshirt | Redshirt | Redshirt | Redshirt | Redshirt | Redshirt | Redshirt | Redshirt |
| 2016–17 | Virginia | 32       | 0        | 14.0     | .543     | .273     | .545     | 2.6      | .2       | .3       | 1.2      | 3.8      |
| 2017–18 | Virginia | 34       | 0        | 15.6     | .577     | –        | .780     | 3.0      | .1       | .4       | .5       | 5.4      |
| 2018–19 | Virginia | 38       | 22       | 21.8     | .550     | .294     | .700     | 4.4      | .3       | .4       | 1.7      | 7.4      |
| 2019–20 | Virginia | 30       | 30       | 32.8     | .478     | .364     | .754     | 6.8      | .6       | .8       | 1.3      | 13.7     |
| Total   | Total    | 134      | 52       | 20.9     | .524     | .337     | .720     | 4.1      | .3       | .5       | 1.2      | 7.4      |

### Profesional
Tras no ser elegido en el Draft de la NBA de 2020, el 21 de noviembre firmó un contrato dual con los Milwaukee Bucks y su filial en la G League, los Wisconsin Herd. Cuando los Herd tomaron la decisión de no participar en la temporada 2020-21 de la G League, Diakite fue enviado a los Lakeland Magic para cumplir con la parte del contrato dual firmado. Acabó promediando 18,5 puntos, 10,4 rebotes y 2,1 tapones por partido.
El 20 de julio de 2021 consiguió, con los Bucks, su primer anillo de campeón tras vencer a los Phoenix Suns en las Finales de la NBA.
Tras ser cortado por los Bucks, el 26 de septiembre de 2021 firmó contrato con Oklahoma City Thunder, pero fue despedido antes del comienzo de la temporada. El 12 de enero de 2022 firmó un contrato de diez días con los Thunder. Tras renovar en dos ocasiones más por diez días, fue cortado el 9 de febrero.
El 17 de octubre de 2022 firmó un contrato dual con los Cleveland Cavaliers y su filial en la G League, los Cleveland Charge.
El 19 de octubre de 2023, firmó con los New York Knicks, pero fue cortado dos días después. El 9 de noviembre de 2023 fue incluido en la lista de la noche inaugural de los Westchester Knicks, su filial en la G League.
El 1 de enero de 2024 firmó con los San Antonio Spurs un contrato dual. Siendo en ese momento el único jugador guineano que juega en la NBA. Fue despedido el 2 de marzo.
El 6 de marzo regresó a los Westchester Knicks, y el 14 de marzo firmó un contrato de 10 días con los New York Knicks. Renueva con los Knicks el 25 de marzo hasta final de temporada.
El 6 de julio de 2024, es traspasado a Brooklyn Nets, pero dos semanas después es traspasado a Memphis Grizzlies, siendo cortado el 27 de agosto.
El 26 de septiembre de 2024 firmó con los Phoenix Suns, pero fue despedido el 14 de octubre. El 27 de octubre se unió a los Valley Suns de la G-League.
El 18 de agosto fichó por dos temporadas por el Baskonia de la liga ACB.

## Estadísticas de su carrera en la NBA
|  | Denota temporada en la que ganó un Campeonato de la NBA |

### Temporada regular
| Año     | Equipo        | PJ | PT | MPP  | %TC  | %3P  | %TL   | RPP | APP | ROB | TPP | PPP |
| ------- | ------------- | -- | -- | ---- | ---- | ---- | ----- | --- | --- | --- | --- | --- |
| 2020-21 | Milwaukee     | 14 | 1  | 10.1 | .400 | .125 | .786  | 2.4 | .6  | .5  | .4  | 3.1 |
| 2021-22 | Oklahoma City | 13 | 3  | 14.5 | .532 | .000 | .545  | 4.5 | .2  | .4  | .7  | 4.3 |
| 2022-23 | Cleveland     | 22 | 2  | 8.0  | .480 | .333 | 1.000 | 1.4 | .4  | .2  | .4  | 2.6 |
| 2023-24 | San Antonio   | 3  | 0  | 5.3  | .800 | —    | .667  | 1.0 | .7  | .0  | .3  | 4.0 |
| 2023-24 | New York      | 3  | 0  | 2.7  | .000 | .000 | —     | .3  | .0  | .3  | .0  | .0  |
| Total   | Total         | 55 | 6  | 4.6  | .483 | .229 | .697  | 2.3 | .4  | .3  | .4  | 3.1 |

### Playoffs
| Año   | Equipo    | PJ | PT | MPP | %TC  | %3P  | %TL   | RPP | APP | ROB | TPP | PPP |
| ----- | --------- | -- | -- | --- | ---- | ---- | ----- | --- | --- | --- | --- | --- |
| 2021  | Milwaukee | 7  | 0  | 5.0 | .200 | .500 | 1.000 | 1.0 | .0  | .4  | .1  | 1.0 |
| 2024  | New York  | 4  | 0  | 3.7 | .000 | .000 | 1.000 | .8  | .3  | .3  | .3  | .5  |
| Total | Total     | 11 | 0  | 4.5 | .154 | .250 | 1.000 | .9  | .1  | .4  | .2  | .8  |